# عصير كروت
عصير كروت الذي (يُسمى Sauerkrautsaft بالألمانية، Zeamă de varză بالرومانية أو رازول في الصربية والبلغارية) هو مشروب يتكون من السائل الذي يتم فيه الشفاء. إنه عصير الخضار نفسه والمحلول الملحي.
وهي متاحة على نطاق واسع في العديد من بلدان أوروبا الوسطى والشرقية، مثل ألمانيا وصربيا، وفي أجزاء من شمال شرق الولايات المتحدة ووسط الغرب حيث استقر المهاجرون الألمان، مثل وسط وغربي ولاية بنسلفانيا.
يمكن اعتباره مكملاً غذائياً، لأنه مصدر للفيتامين C وفيتامين B وفيتامين E وفيتامين K والبوتاسيوم (475 مجم) والكالسيوم والفوسفور والكبريت والحديد والنحاس والزنك والمغنيسيوم وحامض اللاكتيك.

## الاستخدامات
قد يشرب عصير الكروت وحده أو يستخدم كعنصر في المشروبات المختلطة.